# Li Juan
Li Juan (xinès simplificat:李娟) (Tacheng, Kuytun 1979 -) escriptora xinesa, representant de la literatura de la regió de Xingjiang, especialment de la Regió d'Altai, que pertany a la Prefectura autònoma d'Ili Kazakh. El 2018 va guanyar el Premi Lu Xun de Literatura en la categoria d'Assaig.

## Biografia
Li Juan va néixer el 21 de juliol de 1979 en un petit poble del districte de la ciutat de Wusu (乌苏).市), a la jurisdicció de la ciutat-prefectura de Tacheng (塔子) depenent de la prefectura de Kuytun, província de Xingjiang (Xina). Concretament va néixer al 123è Regiment de la Setena Divisió Agrícola del Cos de Producció i Construcció de Xinjiang, en una família originaria de la província de Sichuan. La seva mare era modista, i la família també regentava una petita botiga que venia una mica de tot,
Li Juan va deixar els estudis al final del batxillerat i va començar a treballar a Ürümchi.

### Carrera literària
Va començar escrivint textos breus que barregen records, testimoni i reflexió, i que parlen d'Altai i de la seva vida, perquè no se sent capaç de parlar de res més. Els primers escrits els va publicar l'any 1999. La majoria de les seves obres se centren en les seves pròpies experiències personals i descriuen el paisatge dels nòmades kazakhs de la regió d'Altai a Xinjiang.
Després va ocupar una columna editorial en dues revistes literàries, el Nanfang zhoumo (南方周末) i el Wenhuibao (文汇报). La seva següent col·lecció es va publicar el juny de 2010: titulada “Racons perdut s de l'Altaï” (阿勒泰 的 角落), consta de cinc grups de vuit textos, o 40 en total, que són alhora descripcions de llocs, pintures i retrats de persones. La va completar amb una altra col·lecció, publicada el mes següent, que recull textos seleccionats dels dos anteriors: “El meu Altaï” (我 的 阿勒泰) consta de 38 textos escrits el 1998 i el 2009 que són representatius del seu estil, sensibles i poètics, i els seus temes, entre paisatges i vida nòmada, sobre un fons de llegendes.
A l'octubre de 2011, va publicar una altra col·lecció de 55 textos breus, en cinc parts: "Quan camines de nit, canta en veu alta si us plau" (走夜路 请 放声 歌唱).

#### Estil
La seva obra sempre ha tingut com a font d'inspiració la zona d'Altai, però amb referents literaris occidentals, amb lectures de la seva joventut, com els contes de Hans Christian Andersen i El Petit Príncep de d'Antoine de Saint-Exupéry, o d'autors xinesos com de Wang Zengqi i Pu Songling.
L'escriptora Wang Anyi (王安忆) la va ajudar a donar-se a conèixer i va definir la seva obra de la següent forma:
“De seguida que la llegeixes, en els seus escrits destaquen immediatament, els seu univers, on el món és enorme, i el temps s'estén sense fi, l'home en canvi és petit, una cosa petita que apareix per casualitat. És un món silenciós, on el fragor dels homes no té cap finalitat"

### Obres destacades
- 2003: 九篇 雪 (Nine Snows)

- 2010: 我的阿勒泰 (My Altay)
- 2010: 阿勒泰的角落 (Corners of Altay)